# Mleccha
Mleccha (do Sânscrito védico म्लेच्छ mleccha, com o significado de "não-Ariano, bárbaro") é um termo pejorativo que se aplicava aos povos que não agiam de acordo com as crenças e praticas usuais do hinduísmo.
O termo não consta nos Vedas. Aparece, contudo, pela primeira vez no texto védico Shatapatha Brahmana. 
O legislador Baudhâyana definia Mleccha como alguém que "comesse carne, incorresse em asserções contraditórias ou que fosse desprovido de pureza e rectidão de conduta."
Devido à sua estrutura, o termo não é de origem Indo-iraniana, pelo que se crê que tenha sido tomado do etnônimo de um povo não-ariano, talvez Proto-dravídico. Tem ainda sido especulado que a palavra esteja relacionada com os Meluhha, povo da Idade do Bronze que teria tido relações econômicas com a Suméria, e que tem sido identificado com a Civilização do Vale do Indo.
Contudo, nem todos os Mleccha eram considerados da mesma forma. Alguns conseguiram, aliás, ascender ao status de hindus, caso se conformassem às crenças e práticas do hinduismo. Os próprios Manusmriti reconhecem que as designações de casta eram, por vezes, arbitrárias. Às tribos estrangeiras, por vezes, era atribuído um estatuto que estaria algures compreendido entre as castas dos xátrias e dos sudras, dependendo da relação de dominação ou sujeição que estabeleciam em relação aos Brâmanes. Alguns tornavam-se, aliás, Brâmanes.
No poema épico Mahabharata, alguns guerreiros Mleccha eram descritos como tendo "cabeças totalmente semi-rapadas ou cobertas com cabelos despenteados, [demonstrando] hábitos impuros e caras disformes."  Eram descritos como "habitantes dos montes" das "cavernas das montanhas"."